# Synidotea marmorata
Synidotea marmorata là một loài chân đều trong họ Idoteidae. Loài này được Packard miêu tả khoa học năm 1867.